# Langstrassenfest
Das Langstrassenfest war ein multikulturelles Volksfest, das von 1996 bis 2010 alle zwei Jahre auf der Langstrasse in Zürich stattfand.  

## Geschichte
Das Langstrassenfest entstand im Zusammenhang mit der Aufwertung der Langstrasse, die lange in den Händen einer offenen Drogenszene war. Die erste Auflage fand 1996 statt. Der Festplatz belegte jeweils den 1400 m langen Abschnitt der Langstrasse zwischen Helvetiaplatz und Limmatplatz, was die Veranstalter jeweils als «längste Festmeile der Schweiz» bezeichneten. Die Veranstaltung wurde üblicherweise alle zwei Jahre am letzten Freitag und Samstag im August durchgeführt. In den Jahren, in denen kein Langstrassenfest stattfand, wurde das Fest «Longstreet Carnival» durchgeführt – 2009 das letzte Mal. 
Am Langstrassenfest von 2008 gab es rund 200 Marktstände und Live-Musik auf neun Bühnen. Während der zwei Tage, an denen das Fest stattfand, wurden 250'000 Besucher erwartet.
Das Fest fand achtmal statt, das letzte Mal 2010. Während der Vorbereitung für das neunte Fest zogen sich die Organisatoren zurück, weil sie befürchteten, durch die neuen Sicherheitsauflagen der Stadt solche Ertragseinbussen zu erleiden, dass ein Festbetrieb unrentabel würde.